# 遮數棋
遮數棋（Skirrid），是Brian Taylor與Mark Eliot在1977年推出的兩到六人對戰的棋類遊戲。棋子為多格骨牌。

## 棋具
- 棋盤是十九乘以十九的正方格棋盤，其上有些格標有分數。

- 棋子為狀似俄羅斯方塊，從一方格到六方格組成形狀大小不同，共六類形狀，每類方塊的正面又個別標有一到三的數字，因而共十八種棋子。

- 每玩家方各有十八種方塊棋子，以半透明顏色區分敵我。

## 棋規
- 玩家必須輪流選擇放一方塊棋子放在。第一位玩家必須把棋子有蓋住棋盤的最中央棋格。之後玩家要放的方塊必須有鄰邊接觸到任何方已放置的棋子。

- 玩家放棋子時，可以用反面朝上，若如此做，則下位玩家在此回合內暫時不能把棋子放在該棋子的鄰邊。

- 所有人把方塊放置完後開始計分。計分方式為自己每塊方塊蓋住的數字加總再乘以該覆蓋方塊標明的數字，若以反面朝上則需再除以二，四捨五入作為分數。然後再加總每塊的總分，最後，分數總和高者獲勝。[1]

## 外部連結
- 規則說明 （页面存档备份，存于）
- 遊戲介紹 （页面存档备份，存于）